# فرودگاه انیاک
فرودگاه انیاک (به انگلیسی: Aniak Airport) یک فرودگاه همگانی با کد یاتا ANI است که یک باند فرود آب دارد و طول باند آن ۹۱۴ متر است. این فرودگاه در شهر آنیاک، آلاسکا کشور ایالات متحده آمریکا قرار دارد و در ارتفاع ۲۷ متری از سطح دریا واقع شده است.